# العلاقات الكاميرونية الفيتنامية
العلاقات الكاميرونية الفيتنامية هي العلاقات الثنائية التي تجمع بين الكاميرون وفيتنام.

## مقارنة بين البلدين
هذه مقارنة عامة ومرجعية للدولتين:
| وجه المقارنة                                              | الكاميرون                      | فيتنام           |
| --------------------------------------------------------- | ------------------------------ | ---------------- |
| المساحة (كم2)                                             | 475.44 ألف                     | 331.69 ألف       |
| عدد السكان (نسمة)                                         | 24.05 مليون                    | 94.66 مليون      |
| الكثافة السكانية (ن./كم²)                                 | 50.58                          | 285.39           |
| العاصمة                                                   | ياوندي                         | هانوي            |
| اللغة الرسمية                                             | لغة فرنسية، لغة إنجليزية       | اللغة الفيتنامية |
| العملة                                                    | فرنك وسط أفريقي                | دونغ فيتنامي     |
| الناتج المحلي الإجمالي (بليون دولار)                      | 34.80 مليار                    | 234.19 مليار     |
| الناتج المحلي الإجمالي (تعادل القوة الشرائية) بليون دولار | 72.72 مليار                    | 553.42 مليار     |
| الناتج المحلي الإجمالي الاسمي للفرد دولار أمريكي          | 1.22 ألف                       | 2.48 ألف         |
| الناتج المحلي الإجمالي للفرد دولار أمريكي                 | 2.97 ألف                       | 5.63 ألف         |
| مؤشر التنمية البشرية                                      | 0.512                          | 0.666            |
| رمز المكالمات الدولي                                      | +237                           | +84              |
| رمز الإنترنت                                              | .cm                            | .vn              |
| المنطقة الزمنية                                           | توقيت غرب أفريقيا، ت ع م+01:00 | ت ع م+07:00      |

## منظمات دولية مشتركة
يشترك البلدان في عضوية مجموعة من المنظمات الدولية، منها:
| علم المنظمة | اسم المنظمة                        | تاريخ انضمام الكاميرون | تاريخ انضمام فيتنام |
| ----------- | ---------------------------------- | ---------------------- | ------------------- |
|             | مؤسسة التنمية الدولية              | 10 أبريل 1964          | 24 سبتمبر 1960      |
|             | يونسكو                             | 11 نوفمبر 1960         | 6 يوليو 1951        |
|             | وكالة ضمان الاستثمار متعدد الأطراف | 7 أكتوبر 1988          | 5 أكتوبر 1994       |
|             | الأمم المتحدة                      | 20 سبتمبر 1960         | 20 سبتمبر 1977      |
|             | الفريق المعني برصد الأرض           | ?                      | ?                   |
|             | الاتحاد البريدي العالمي            | ?                      | ?                   |
|             | البنك الدولي للإنشاء والتعمير      | 10 يوليو 1963          | 21 سبتمبر 1956      |
|             | المنظمة الهيدروغرافية الدولية      | ?                      | ?                   |
|             | الاتحاد الدولي للاتصالات           | 22 ديسمبر 1960         | 24 سبتمبر 1951      |
|             | منظمة حظر الأسلحة الكيميائية       | ?                      | ?                   |
|             | مؤسسة التمويل الدولية              | 1 أكتوبر 1974          | 4 أغسطس 1967        |
|             | منظمة التجارة العالمية             | ?                      | 11 يناير 2007       |
|             | منظمة الشرطة الجنائية الدولية      | ?                      | ?                   |

## وصلات خارجية
- موقع وزارة الخارجية الكاميرونية
- موقع وزارة الخارجية الفيتنامية